# Socalchemmis catavina
Socalchemmis catavina is een spinnensoort uit de familie Tengellidae. De soort komt voor in de Mexico. 